# Festival du Théâtre amazigh (Batna)
Le Festival du Théâtre amazigh, est un Festival de théâtre qui se déroule à chaque année au Théâtre régional de Batna.

## Histoire des éditions
La 5e édition s'est déroulée  entre le 10 décembre et le 18 décembre en 2013.
Salim Souhali a été commissaire du festival, lors de la 7e édition en 2015.
La 8e édition édition s’est déroulée sous le slogan« «Créativité et art au service de l’unité nationale» »,.